# 克拉克·勒马斯特斯
小克拉克·W·勒马斯特斯（英語：Clark W. LeMasters Jr.），美国陆军退役少将，历任第36任陆军军械部队司令、第35任坦克和自动化装备生命周期管理司令部司令。

## 简介

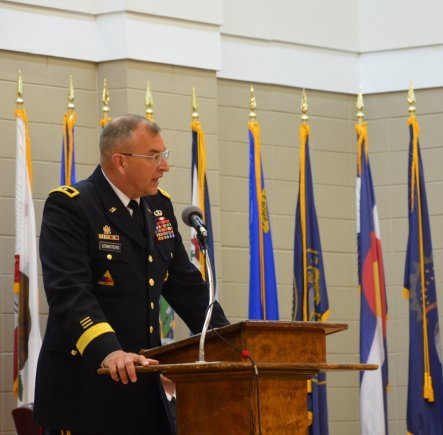
勒马斯特斯在母校马里昂军事学院毕业典礼上讲话

勒马斯特斯于1982年毕业于马里昂军事学院，毕业同时任官為陆军少尉。接下来的两年，他在马里兰陆军国民警卫队第115步兵营服役。1984年，勒马斯特斯获得了弗罗斯特堡州立大学化学学士学位。同年9月，转入现役，任军械军官，并完成了军械官初级课程。此后，勒马斯特斯先后担任了陆军联合武装支援司令部（CASCOM）参谋、第3步兵师703支援营参谋、副营长、第1装甲师123支援营营长等职位。作为營長，勒马斯特斯曾于2003年5月至2004年7月之间带领第123支援营直接参与伊拉克战争。在此期间，勒马斯特斯还完成了军械官高级课程，又获得了佛罗里达理工学院、美国陆军战争学院硕士学位。勒马斯特斯在他的军事生涯中曾多次派赴海外，如德国、卡塔尔、伊拉克等。
2010年7月，勒马斯特斯被任命为第36任军械部队司令。2016年5月起，勒马斯特斯开始担任坦克和自动化装备生命周期管理司令部司令官。2018年7月，勒马斯特斯在结束任期后退役，结束了其36年的军事生涯。

## 个人荣誉
勒马斯特斯少将所获得的主要军事荣誉如下：
| 陆军部顾问章   |
| 空降兵技能章   |
| 功绩勋章       |
| 铜星勋章       |
| 军功勋章       |
| 国防部服役奖章 |
| 陆军成就奖章   |

等